# Premier de la classe
Pour plus de détails, voir Fiche technique et Distribution.
Premier de la classe est une comédie franco-belge réalisée par Stéphane Ben Lahcene, sortie en 2019. 

## Synopsis
Âgé de 14 ans, Abou fait la fierté de ses parents. En effet, contrairement à ses frères, il est premier de sa classe. Mais cette situation n'est qu'un gros mensonge : Abou truque ses bulletins pour se faire passer pour le premier. Quand arrive l'inéluctable réunion parents-profs, il décide de recruter des connaissances de son quartier pour jouer le rôle de ses professeurs devant son véritable père, tandis que ses véritables professeurs rencontreront un faux père qu'il a engagé.

## Fiche technique
- Titre original : Premier de la classe
- Réalisation : Stéphane Ben Lahcene
- Scénario : Stéphane Ben Lahcene
- Producteurs délégués : Mikaël Abécassis et Benjamin Hess
- Directeur de production : Laurent Hanon
- Directeur de la photographie: Frédéric Noirhomme
- Montage : Vincent Zuffranieri et Samul Danesi
- Décors : Tom Darmstaedter
- Costumes : Frédérique Leroy
- Musique : Ben Violet
- Sociétés de production : Les Films du 24, UGC, M6 Films et U Media
- SOFICA : Cinémage 13
- Société de distribution : UGC Distribution
- Pays de production :  France,  Belgique
- Langue originale : français
- Format : couleur
- Genre : comédie
- Durée : 82 minutes
- Date de sortie : 
  - France : 10 juillet 2019

## Distribution
- Mutamba Kalonji : Abou Keita, collégien
- Pascal Nzonzi : Konan Keita, père d'Abou
- Michèle Laroque : Mme Martin, véritable professeure de techno d'Abou
- Issa Doumbia : Albert de Paris, dandy africain à qui Abou fait jouer le rôle de professeur principal
- Steve Tran : Jean-Claude, le marchand de portables
- Fatsah Bouyahmed : Karl, à qui Abou fait jouer le rôle de professeur de français
- Nicole Ferroni : Mme Katia, à qui Abou fait jouer le rôle de professeure de SVT
- Nadia Roz : Valou, à qui Abou fait jouer le rôle de professeur d'anglais
- Thomas VDB : Tonio, à qui Abou fait jouer le rôle de professeur de d'EPS
- Thomas Mustin : Blondin, le petit trafiquant à qui Abou fait jouer le rôle de professeur de mathématiques
- Patson : Maître Destin Kateba, marabout à qui Abou fait jouer le rôle de son père
- Elsa Houben : Tanja, fille de Mme Martin
- Denis Mpunga : Boubacar, le restaurateur
- Philippe Uchan : l'inspecteur académique
- Jean-Michel Balthazar : M. Deux, véritable professeur d'Abou
- Bernard Eylenbosch : Goran, à qui Abou fait jouer le rôle de professeur d'histoire
- Laura Van Maaren : Mme Un
- Cyril Briant : M. Catoire, véritable professeur d'Abou
- Benoît Van Dorslaer : M. Cagnard, le principal du collège
- Edwin Gillet : le facteur

## Production

### Tournage
Le film est tourné en Belgique, dans le quartier de Laeken à Bruxelles[réf. nécessaire].

## Accueil

### Box office
Le film sort le 10 juillet 2019. Il réalise seulement 23 691 entrées pour sa première journée avec 279 salles.
96 457 entrées sont cumulées pour le premier week-end en salles.
Pour sa première semaine, il cumule 132 706 entrées.
En deuxième semaine seulement 83 018 spectateurs sont cumulés pour un total de 215 724 entrées. 
397 855 entrées sont comptabilisées après 10 semaines